# 트랜잭션 처리 기능
트랜잭션 처리 기능(Transaction Processing Facility 트랜잭션 프로세싱 퍼실리티[*], TPF)은 z시리즈와 시스템 z9을 포함하는 IBM 시스템/360 계열에서 파생된 메인프레임 컴퓨터를 위한 IBM의 실시간 운영 체제이다.

## 역사
TPF는 IBM이 주요 북아메리카, 유럽 항공사들과 연계하여 1960년대 중반에 개발한 자유 패키지인 IBM ACP(Airline Control Program)에서 발전하였다. 1979년에 IBM은 ACP를 대체하여 일종의 판매용 소프트웨어 제품으로서 TPF를 도입하였다.
TPF는 성능 상의 이유로 전통적으로 IBM 시스템/370 어셈블리어 환경으로 되어 있으며, 수많은 TPF 어셈블러 응용 프로그램들이 존재한다. 그러나 더 최근 버전의 TPF는 C 이용을 권장한다. 또다른 프로그래밍 언어로 사브레토크가 탄생했으나 TPF에서 도태되었다.

## 이용
현재 이용자들은 사브레 (예약 부문), Amadeus (예약 부문), 비자카드 (권한 허가), 아메리칸 항공, 아메리칸 엑스프레스 (권한 허가), HP SHARES (예약 부문 - 前 EDS), 홀리데이 인 (중앙 예약 부문), CBOE (주문 전송), 알리탈리아 항공, KLM, 가루다 인도네시아 항공, 암트랙, 매리엇 인터내셔널, 트래블포트, NYPD (911 시스템)가 있다. 일본항공은 z/TPF를 구동하는 것으로 알려져 있다.